# Elecciones estatales de Baja California de marzo de 1953
Las elecciones estatales de Baja California realizadas en el 29 de marzo de 1953, fueron unas elecciones decretadas por el gobernador provisional Alfonso García González con la finalidad de elegir al Congreso Constituyente de Baja California que duraría solo unos meses para la redacción de la Constitución Política del Estado y así, llamar a elecciones de nueva cuenta, de manera constitucional. 
- Congreso Constituyente: 7 diputaciones encargadas de redactar la Constitución Política de Baja California.

## Organización
El 10 de enero se publicó la Ley Electoral de Baja California. El 20 de enero de 1953, el gobierno de García González publicó en el Periódico Oficial del Estado, la división distrital de Baja California para la elección de un congreso constituyente el día 29 de marzo de ese mismo año. 
La división distrital resultó de la siguiente manera: 
- Distrito 1: Ciudad de Mexicali (sección oeste)
- Distrito 2: Ciudad de Mexicali (sección este)
- Distrito 3: Delegación de Mexicali y subdelegaciones Compuertas, Hechicera, Cuervos, Algodones, Bataques y Cerro Prieto.
- Distrito 4: Delegación de Tecate y subdelegaciones de Mexicali: Colonia Progreso, San Felipe, Colonias Nuevas, Colonia Carranza y Delta.
- Distrito 5: Ciudad de Tijuana (sección este)
- Distrito 6: Ciudad de Tijuana (sección oeste), así como la delegación que comprende desde el Océano Pacífico hasta la zona rural.
- Distrito 7: Delegación de Ensenada y su zona rural. [1][2]

## Resultados electorales

### Legislativas

#### 7.° Distrito.
Fuente: